# Tulostoma exitum
Tulostoma exitum es una especie de hongo del género Tulostoma, de la familia Agaricaceae, orden Agaricales. Fue descrita por Long & S. Ahmad.

## Distribución
Se distribuye por América y Asia.